# Parazaona ellingsenii
Parazaona ellingsenii är en spindeldjursart som först beskrevs av With 1908.  Parazaona ellingsenii ingår i släktet Parazaona och familjen blindklokrypare. Inga underarter finns listade i Catalogue of Life.